# Низинные леса залива Святого Лаврентия
Леса́ низи́н зали́ва Свято́го Лавре́нтия (англ. Gulf of St. Lawrence lowland forests) — экологический регион умеренных широколиственных и смешанных лесов в Восточной Канаде.

## Окружение
Расположены у залива Святого Лаврентия, крупнейшего в мире эстуария, покрывают весь остров Принца Эдуарда, квебекские острова Мадлен, значительную часть юга центрального Нью-Брансуика, Аннаполисскую долину, берега залива Майнас и пролива Нортамберленд в Новой Шотландии. Климат приморский, с тёплым летом и мягкой, но снежной зимой и среднегодовой температурой около 5 °C, доходящей летом до 15 °C. На побережье прохладнее, чем на островах или в укрытых внутренних долинах.